# Kerkhof van Flines-lez-Raches
Het Kerkhof van Flines-lez-Raches is een gemeentelijke begraafplaats in de Franse gemeente Flines-lez-Raches in het Noorderdepartement. Het kerkhof ligt in het dorpscentrum rond de Église Saint-Michel.

## Britse oorlogsgraven
Op het kerkhof bevinden zich twee Britse oorlogsgraven. Het zijn twee geïdentificeerde graven, een uit de Eerste Wereldoorlog en een uit de Tweede Wereldoorlog. De graven worden onderhouden door de Commonwealth War Graves Commission. In de CWGC-registers is het kerkhof opgenomen als Flines-les-Raches Churchyard.